# اسپایر (دنور)
اسپایر (انگلیسی: Spire) ساختمانی مرتفع شامل ۴۹۶ خانه کاندومینیوم در دنور کلرادو در ایالات متحده آمریکا است. این ساختمان با ارتفاع ۱۴۷٫۲ متر (۴۸۳ فوت) با ۴۲ طبقه نهمین ساختمان از لحاظ بلندی در دنور است و توسط شرکت معماری آران‌ال دیزاین (RNL Design) طراحی شد.